# Sikorsky CH-54 Tarhe

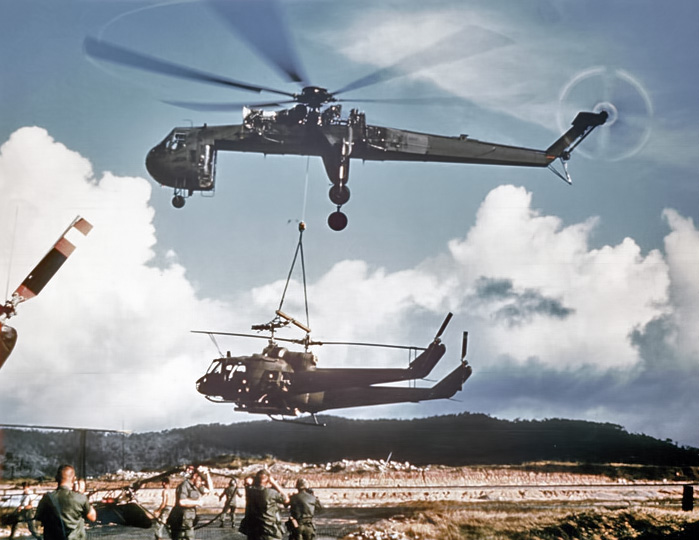
CH-54A přepravující 2 helikoptéry UH-1.

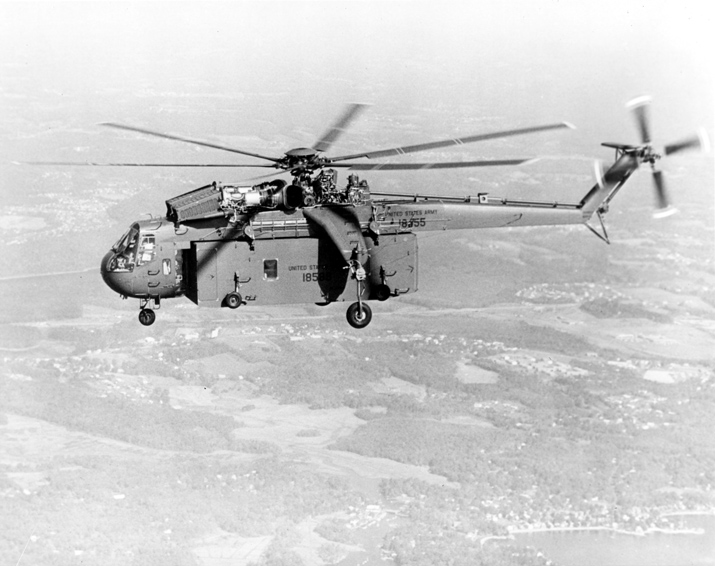
CH-54 přepravující kontejner.

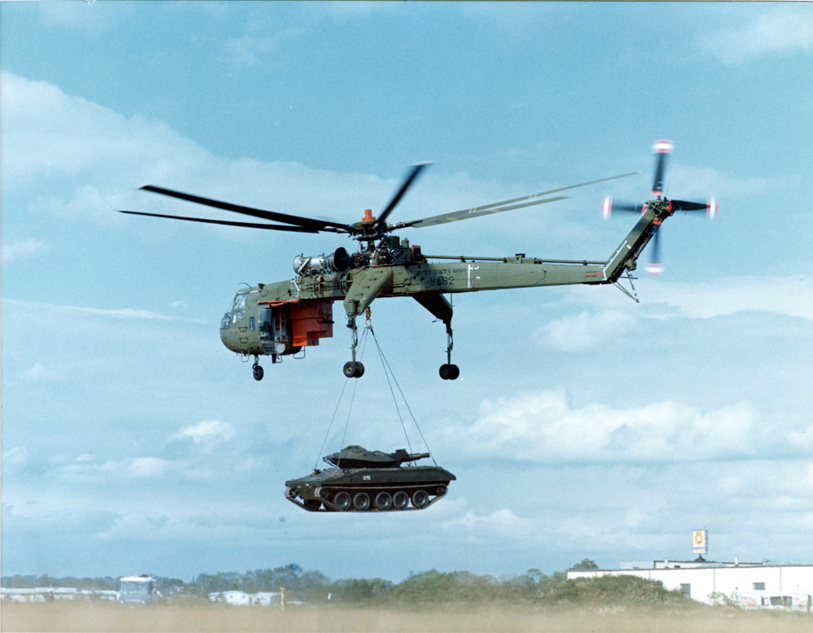
CH-54B přepravující tank M551 Sheridan.

Sikorsky CH-54 Tarhe je americký dvoumotorový těžký transportní vrtulník postavený společností Sikorsky Aircraft Corporation pro Armádu Spojených států amerických (US Army). Je pojmenován Tarhe podle náčelníka indiánského kmene Wyandottů (jehož přezdívka byla „The Crane“ – jeřáb). Civilní verzí je typ Sikorsky S-64 Skycrane.

## Verze vrtulníku
YCH-54A
Předsériový typ, postaveno 6 kusů.
CH-54A
Sériová verze poháněná 2 turbomotory Pratt & Whitney T73 o výkonu 3 400 kW (každý), postaveno 54 kusů.
CH-54B
Těžší verze CH-54A se dvěma turbomotory T-73-P-700 o výkonu 3 580 kW (každý) a dvoukolovým hlavním podvozkem, postaveno 37 kusů.

## Uživatelé
USA
- Armáda Spojených států amerických (US Army)
- NASA

## Specifikace (CH-54B)
Data z publikace The Complete Encyclopedia of World Aircraft.

### Technické údaje
- Pohon: 2× turbomotory Pratt & Whitney T73-P-700; 3 580 kW každý (CH-54B)
- Užitečné zatížení: 9 072 kg
- Délka:[pozn. 1] 26,97 m
- Výška:[pozn. 2] 7,75 m
- Průměr nosného rotoru: 21,95 m
- Rotorová plocha: 378.24 m²
- Prázdná hmotnost:[pozn. 3] 8 980 kg
- Maximální vzletová hmotnost: 21 000 kg
- Posádka: 3

### Výkony
- Maximální rychlost: 240 km/h
- Cestovní rychlost: 185 km/h
- Dolet: 370 km
- Dostup: 5 600 m
- Stoupavost: 6,75 m/s